# Миглевский, Николай Михайлович
Николай Михайлович Миглевский (1866 — не ранее 1920) — полковник 99-го пехотного Ивангородского полка, герой Первой мировой войны. Участник Белого движения на Юге России, начальник гарнизона и комендант Одессы (1919), генерал-майор.

## Биография
Из дворян. Уроженец Псковской губернии. Образование получил в Полоцком духовном училище.
В 1886 году окончил Рижское пехотное юнкерское училище по 2-му разряду, откуда выпущен был подпрапорщиком в 99-й пехотный Ивангородский полк. 20 июня 1887 года был произведен подпоручиком в тот же полк. Произведен в поручики 6 мая 1892 года, в штабс-капитаны — 22 октября 1900 года, в капитаны — 4 октября 1904 года.
Участвовал в русско-японской войне, был ранен, за боевые отличия награжден орденом Св. Владимира 4-й степени с мечами и бантом. Произведен в подполковники 9 сентября 1905 года «за отличия в делах против японцев», в полковники — 12 марта 1911 года на вакансию. Был командиром 2-го батальона 99-го пехотного Ивангородского полка.
С началом Первой мировой войны выступил с полком в Восточную Пруссию. Пожалован Георгиевским оружием
За то, что, командуя в бою 4 августа полком, после энергичного наступления захватил дер. Шлейвен и Раудонен, упорно удерживал, — этим открыл своим войскам удобный подступ к гор. Сталюпенену, что вызвало поспешное отступление неприятеля, бросившего город. Личным примером и мужеством все время подавал блестящий пример.
Удостоен ордена Св. Георгия 4-й степени
За то, что в бою 26 сентября 1914 года, у ф. Вейлишки — г. дв. Шукли, обеспечивая с двумя батальонами правый фланг дивизии, имевший важное значение, выдержал бой с превосходными силами противника неоднократно атаковавшего его позицию, чем выручил свои войска от грозившей опасности.
21 января 1915 года назначен командиром 209-го пехотного Богородского полка. Попал в плен при окружении 53-й пехотной дивизии в Августовских лесах в феврале 1915 года. Исключен из списков без вести пропавшим 19 марта 1915 года.
В Гражданскую войну участвовал в Белом движении. В Добровольческой армии и Вооруженных силах Юга России состоял в управлении коменданта Главной квартиры, с 19 августа 1919 года был назначен начальником гарнизона и комендантом Одессы. Эвакуировался в декабре 1919 — марте 1920 года. В мае 1920 года — в Югославии, затем вернулся в Русскую армию. Произведен в генерал-майоры. Эвакуировался из Ялты на судне «Корвин».
Дальнейшая судьба неизвестна. Был женат, имел двоих сыновей.

## Награды
- Орден Святой Анны 3-й ст. (ВП 8.09.1903)
- Орден Святого Станислава 2-й ст. (ВП 5.10.1906)
- Орден Святого Владимира 4-й ст. с мечами и бантом (ВП 1.04.1907)
- Орден Святой Анны 2-й ст. (1911)
- Георгиевское оружие (ВП 13.10.1914)
- мечи к ордену Св. Анны 2-й ст. (ВП 26.10.1914)
- Орден Святого Георгия 4-й ст. (ВП 26.04.1915)